# Плейбек
Плѐйбекът (англ. playback, „възпроизвеждане“) е сценичен похват, който се характеризира с възпроизвеждане на записа на вокално или вокално-инструментално произведение, където изпълнителят на произведението не трябва и/или не може да „изпее“ (изпълни) текста. Причините за използване на плейбек техниката могат да са от различно естество, например: влошено здравословно състояние (в т.ч. проблеми с гласовия апарат), поредица от изяви на изпълнителя за кратък срок от време, пародични и комични ефекти, естетически ефекти и др. Също така е възможна комбинация от изброените причини.
В индийското кино е характерно изпълнение на песни и танци във филма от актьор, известен на широката аудитория, като това се прави с цел много добро рекламиране на филма. При почти всички танци актьорите са тези, които изпяват песента или, като втори вариант, пеят на плейбек, докато всъщност песента се изпълнява от професионален певец (плейбек певец). Към филма е твърде вероятно да бъде издаден саундтракът на филма или избрани сцени, отново с цел реклама по време на премиерата му.
Почитателите на конкретния изпълнител или група понякога не толерират пеенето на плейбек. Това може да се дължи на социо-културни фактори или дори скептични нагласи.